# Carl Rowan
Carl Thomas Rowan (11 de agosto de 1925 - 23 de setembro de 2000) foi um proeminente jornalista americano e foi em determinado momento o afro-americano de melhor classificação no governo dos Estados Unidos.